# Mir Quasem Ali
Mir Quasem Ali, manchmal auch Mir Kashem Ali (bengalisch মীর কাসেম আলী Mīr Kāsem Ālī; * 31. Dezember 1952 in Munshi Dangi Sutalori, Distrikt Manikganj, Ostpakistan, heute Bangladesch; † 3. September 2016 in Gazipur), war ein bangladeschischer Politiker der islamistischen Partei Bangladesh Jamaat-e-Islami und Geschäftsmann. Er wurde wegen Kriegsverbrechen im Bangladesch-Krieg vom Internationalen Verbrechens-Tribunal (International Crimes Tribunal), einem bangladeschischen Sondergericht, zum Tode verurteilt. Das Urteil wurde am 3. September 2016 vollstreckt.

## Biografie
Mir Quasem Ali wuchs im damaligen Ostpakistan auf. Er besuchte das Chittagong Government College, wo er 1969 einen Abschluss erwarb und danach ein Bachelor-Studium aufnahm. Dort wurde er 1969 zum lokalen Vorsitzenden von Islami Chhatra Sangha, der Jugendorganisation von Jamaat-e-Islami, gewählt. Nach Darstellung seiner späteren Strafverfolger war er während der Zeit der bangladeschischen Unabhängigkeitsbewegung bzw. des Unabhängigkeitskrieges 1970–71 Führer von paramilitärischen Verbänden der Razakars (Urdu رضا کار, „Freiwillige“), al Shams (arabisch الشمس, „die Sonne“) bzw. al Badr (arabisch البدر, „der Vollmond“). Diese Milizen rekrutierten sich aus der lokalen Bevölkerung Ostbengalens und arbeiteten mit dem pakistanischen Militär bei der Unterdrückung der ostbengalischen Unabhängigkeitsbewegung zusammen. Vielfach agierten sie als regelrechte Todesschwadronen, die zahlreiche Morde, Vergewaltigungen und Plünderungen verübten.
Nachdem Bangladesch 1971 unabhängig geworden war, wurde Jamaat-e-Islami als politische Organisation zunächst verboten und ihre Führer flohen entweder ins Ausland oder gingen in den Untergrund. Die neue Regierung unternahm Anstrengungen, die Kriegsverbrechen juristisch aufzuarbeiten. Jedoch traten andere, drängende Probleme, insbesondere die schwere Wirtschaftskrise und Hungersnot in den Vordergrund. 1975 kam es zum Militärputsch und wenig später zur weitgehenden Amnestie für die Verbrechen des Krieges. Mir Quasem Ali tauchte nach 1971 auch einige Zeit in den Untergrund ab, nahm dann jedoch sein Studium wieder auf und schloss es 1974 mit einem B.A. am Ideal College in Dhaka ab. Am 6. Februar 1977 gründete er Islami Chhatra Shibir, die spätere Studentenorganisation von Jamaat, als deren Vorsitzender er agierte. Ab 1980 war er in der wieder legalisierten Jamaat-e-Islami politisch aktiv und stieg später in das Exekutivkomitee auf.
Ali betätigte sich erfolgreich als Geschäftsmann. Er wurde Vorsitzender von Keari Ltd, einer Immobilienfirma bzw. eines Touristikunternehmens, Vorsitzender und Direktor der Diganta Media Corporation Ltd, die die Tageszeitung Naya Diganta und den Fernsehkanal Diganta TV besaß. Zusätzlich war er Direktor der Islami Bank, u. a. m. Alle diese Unternehmen waren eng mit Jamaat verknüpft und Mir Quasem Ali galt als größter Geldgeber und Finanzier der Partei, der andererseits auch von deren weitgespannten Beziehungen in andere islamische Länder geschäftlich profitierte.

## Prozess
Nach der Parlamentswahl 2008 war die Awami-Liga unter Premierministerin Scheich Hasina an die Macht gekommen. Die Awami-Liga, die traditionell säkular und anti-islamistisch ausgerichtet ist, war unter anderem mit dem Wahlversprechen angetreten, die Kriegsverbrechen aus dem Unabhängigkeitskrieg erneut juristisch anzugehen. 2009/10 wurde das Internationale Verbrechens-Tribunal (International Crimes Tribunal) eingerichtet, das in der folgenden Zeit eine ganze Reihe von mutmaßlichen Kriegsverbrechern verhaften und anklagen ließ. Am 17. Juni 2012 erging ein Haftbefehl gegen Mir Quasem Ali. Am 17. November 2013 wurde das Verfahren eröffnet. Ali wurde in 14 Punkten angeklagt. 12 Anklagepunkte betrafen die Entführung, Gefangensetzung und Folterung von mehreren Personen aus der Umgebung von Chittagong im November 1971. Zwei Anklagepunkte umfassten den Tatbestand des mehrfachen Mordes. Alle Taten hatten im Dalim Hotel von Chittagong – requirierter Besitz einer Hindu-Familie – stattgefunden, das die Milizen zu ihrem lokalen Stützpunkt gemacht hatten.
Nach Anhörung von 27 Zeugen (darunter 3 Entlastungszeugen) kam das Gericht zu dem Schluss, dass Mir Quasem Ali lokaler Führer und de facto Kommandeur der al-Badr-Milizen, die ihr Hauptquartier im Dalim Hotel aufgeschlagen hatten, gewesen war.
Am 2. November 2014 erfolgte die Urteilsverkündung. In vier Anklagepunkten wurde Ali freigesprochen, in den restlichen (darunter die Mordtaten) schuldig gesprochen und zum Tode verurteilt. In der Öffentlichkeit Bangladeschs stieß das Urteil zum Teil auf Genugtuung und Zustimmung, zum Teil auf Ablehnung. Jamaat-e-Islami rief zu einem 24-stündigen Generalstreik zum Protest auf. Die Verteidigung reichte am 30. November 2014 vor dem Obersten Gericht Bangladeschs Revision ein. Ab dem 7. Februar 2016 wurde darüber vor dem Obersten Gericht verhandelt und am 8. März 2016 bestätigte das Oberste Gericht die Todesstrafe. Das vollständige Urteil wurde am 6. Juni 2016 durch das Berufungsgericht veröffentlicht. Die Anwälte reichten daraufhin einen Antrag auf Urteilsüberprüfung ein. Dieser Antrag sollte ursprünglich am 25. Juli 2016 durch das Oberste Gericht beurteilt werden, jedoch wurde dieser Termin auf den 24. August 2016 verschoben. Am 30. August 2016 lehnte die Berufungsabteilung des Obersten Gerichts den Antrag der Anwälte Mir Quasem Alis ab.
Die letztere Entscheidung der Berufungsinstanz wurde von Amnesty International kritisiert, die von einem „unfairen Verfahren“ sprach und die sofortige Aussetzung des Todesurteils forderte. Nach dem Urteil blieb dem Verurteilten als letzte Möglichkeit ein Gnadengesuch an den Präsidenten. Die Wahrscheinlichkeit, dass Präsident Abdul Hamid einem solchen Gesuch stattgeben würde, wurde von politischen Beobachtern allerdings als gering eingestuft. Von den bisher fünf, im Rahmen der Kriegsverbrecherprozesse zum Tode verurteilten und hingerichteten Personen, hatten nur zwei von dieser Möglichkeit Gebrauch gemacht und die Gesuche waren sofort abgewiesen worden. Mir Quasem Ali erklärte, dass er keine Entscheidung über ein Gnadengesuch treffen werde, bevor er nicht mit seinem Sohn gesprochen habe. Der Sohn, Mir Ahmed Bin Quasem, hatte als Rechtsanwalt zum Verteidigerteam seines Vaters gehört, war aber nach Angaben der Familie am 9. August 2016 von fünf unbekannten, in Zivil gekleideten Personen, die sich als Polizisten ausgegeben hätten, aus seinem Haus in Mirpur mitgenommen worden. Seither fehle jedes Lebenszeichen von ihm.
Am späten Abend des 3. September 2016 Ortszeit wurde Mir Quasem Ali im Kashimpur-Gefängnis von Gazipur gehängt.